# Bergen (Chiemgau)
Bergen ist eine Gemeinde im oberbayerischen Landkreis Traunstein. Das gleichnamige Pfarrdorf ist Sitz der Verwaltungsgemeinschaft Bergen. Der Luftkurort liegt im Chiemgau am Fuße des Hochfelln.

## Geografie

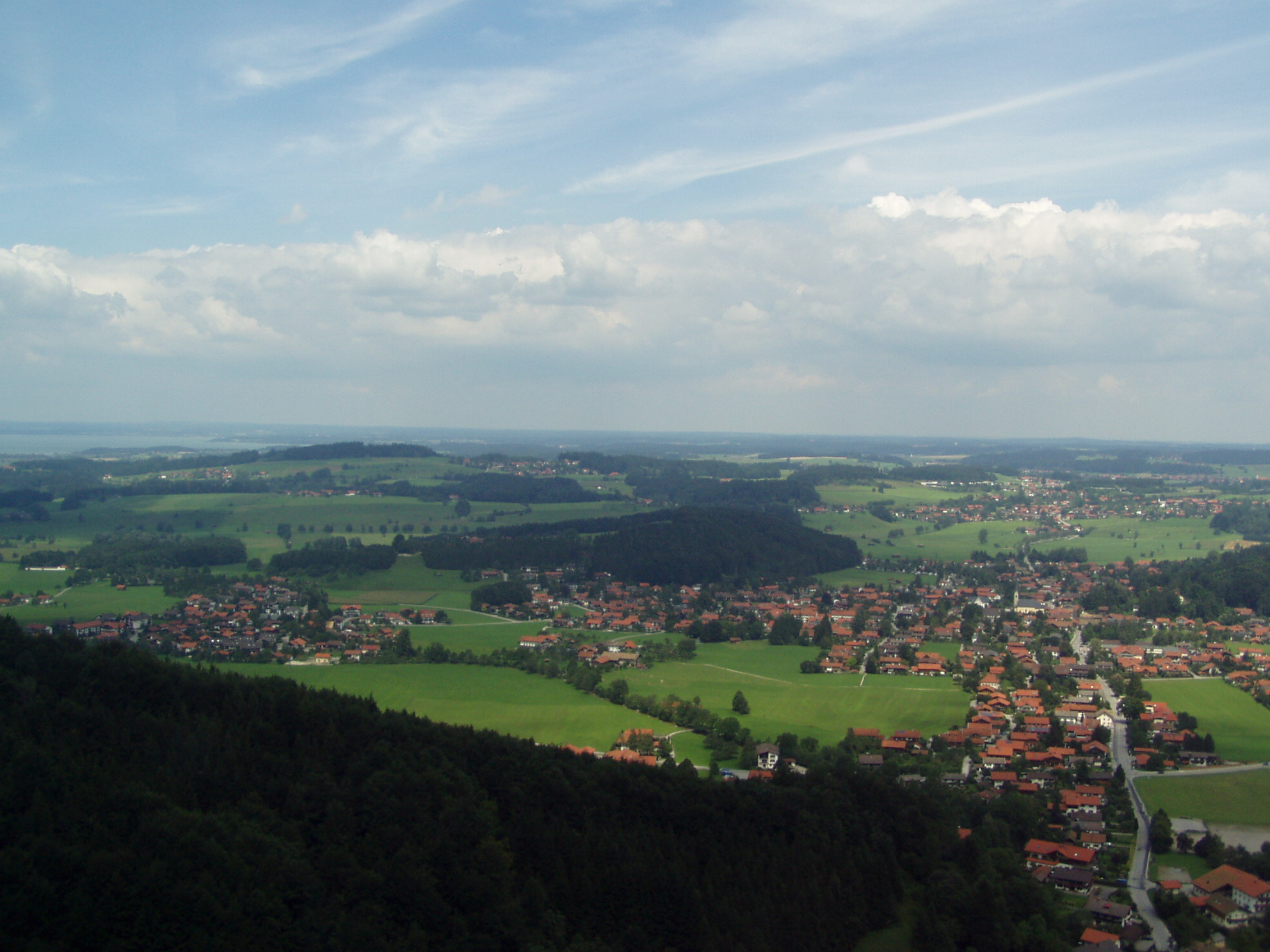
Blick auf Bergen vom Hochfelln aus

Die Gemeinde liegt in der Planungsregion Südostoberbayern. Die nächste größere Ortschaft ist Traunstein (ca. 10 km nördlich).

## Gemeindegliederung
Es gibt 32 Gemeindeteile (in Klammern ist der Siedlungstyp angegeben):
- Anger (Weiler)
- Bergen (Pfarrdorf)
- Bernhaupten (Kirchdorf)
- Dafeicht (Einöde)
- Eßbaum (Weiler)
- Geißing (Einöde)
- Haslach (Einöde)
- Hautzenbichl (Weiler)
- Hilzing (Weiler)
- Holzhausen (Dorf)
- Irlach (Einöde)
- Kaltenbrunn (Einöde)
- Klaus (Weiler)
- Kohlstadt (Einöde)
- Kronberg (Einöde)
- Leiten (Einöde)
- Lohmann (Einöde)
- Oberwald (Einöde)
- Oed (Weiler)
- Pattenberg (Weiler)
- Pletschach (Dorf)
- Ramberg (Dorf)
- Rumgraben (Dorf)
- Schellenberg (Weiler)
- Schipfl (Einöde)
- Schlipfing (Dorf)
- Schmidwald (Einöde)
- Sonnenleiten (Weiler)
- Steinbrücken (Weiler)
- Unterwald (Einöde)
- Weidach (Weiler)
- Weißachen (Dorf)

Es gibt die Gemarkungen Bergen, Bergener Forst und Holzhausen.

## Geschichte

### Bis zur Gemeindegründung
Das Gemeindegebiet war vor Christi Geburt besiedelt. Vom ersten bis zum fünften Jahrhundert n. Chr. war es Teil des römischen Imperiums, was etwa die Villa rustica in Holzhausen bezeugt. Bergen wurde 924 als Perch oder Perga in einer Urkunde des Erzbistums Salzburg erstmals urkundlich genannt. 959 ging Bergen an Salzburg, 1275 wurde es wieder bayerisch.
Die Geschichte des Ortes ist eng verknüpft mit dem 1562 Pankraz von Freyberg zu Hohenaschau gegründeten Eisenhüttenwerk Bergen, das seit 1824 Maximilianshütte hieß. Es zählte zu den größten Hüttenwerken Süddeutschlands und war bis zu seiner Schließung 1932 ein industrieller Mittelpunkt des Chiemgaus. Seit den 1950er Jahren erlebt der Tourismus einen Aufschwung. 1971 wurde die Seilbahn auf den 1671 m hohen Hochfelln fertiggestellt.
Bergen gehörte zum Rentamt Traunstein und zum Landgericht Marquartstein des Kurfürstentums Bayern. Im Zuge der Verwaltungsreformen im Königreich Bayern entstand mit dem Gemeindeedikt von 1818 die Gemeinde Bergen.

### Gebietsreform
Im Zuge der Gebietsreform wurden am 1. Januar 1972 zehn Ortsteile der aufgelösten Gemeinde Holzhausen eingegliedert.

### Einwohnerentwicklung
Zwischen 1987 und 2020 wuchs die Gemeinde von 3542 auf 4889 um 1347 Einwohner bzw. um 38 %.
- 1961: 2450 Einwohner
- 1970: 2831 Einwohner
- 1987: 3542 Einwohner
- 1991: 4007 Einwohner
- 1995: 4412 Einwohner
- 2000: 4605 Einwohner
- 2005: 4831 Einwohner
- 2010: 4912 Einwohner
- 2015: 4893 Einwohner
- 2020: 4889 Einwohner

## Politik
- Grüne LB: 6
- CSU/BBU: 5
- UW/BBH: 3
- SPD/FWG: 2

### Bürgermeister
- 0000–2014: Bernd Gietl (CSU)
- 2014–2014: Josef Schweiger (SPD/FWG)
- 2014–0000: Stefan Schneider (Grüne Liste)[9]

Bei der Bürgermeisterwahl vom 15. März 2020 wurde Stefan Schneider mit 86,93 % der Stimmen wiedergewählt.

### Gemeinderat
Der Gemeinderat besteht aus 16 Mitgliedern und dem ersten Bürgermeister, der Vorsitzender des Gemeinderates ist. Bei der Gemeinderatswahl vom 15. März 2020 haben von den 4073 stimmberechtigten Einwohnern in der Gemeinde Bergen 2455 von ihrem Wahlrecht Gebrauch gemacht, womit die Wahlbeteiligung bei 60,27 % lag.

### Parteien
Die in Bergen am längsten aktive und älteste Partei ist die SPD mit der Gründung im Jahr 1919. Die CSU gibt es in der Gemeinde seit 1966 und den Ortsverband von Bündnis 90/Die Grünen seit dem Jahr 2013.

### Öffentliche Verwaltung
Seit 1978 bildet die Gemeinde Bergen eine Verwaltungsgemeinschaft mit Vachendorf.

### Wappen
| Wappen Gde. Bergen | Blasonierung: „Geteilt von Silber und Blau; oben schräg gekreuzt zwei schwarze Eisenhämmer, unten drei, zwei zu eins gestellte, sechsstrahlige goldene Sterne.“ |
| Wappen Gde. Bergen | Wappenbegründung: Der geteilte Schild mit den drei Sternen im unteren Feld ist vom Familienwappen der Herren von Freyberg übernommen, die vom 14. bis zum Beginn des 17. Jahrhunderts die Herrschaft Hohenaschau innehatten und als Bergbauunternehmer eine wichtige Rolle im südöstlichen Bayern spielten. Die zwei gekreuzten Eisenhämmer erinnern an die frühe industrielle Entwicklung im Bergener Winkel, die 1562 durch die Gründung eines Hammerwerks durch Pankraz von Freyberg eingeleitet wurde. Im spanischen Erbefolgekrieg wurde das Werk 1705 durch die österreichischen Truppen unter General Graf Guttenstein vollständig zerstört. Bis 1712 unter Österreichischer Verwaltung wurde es aber wieder aufgebaut. Um 1750 soll das Eisenwerk 750 Arbeiter beschäftigt haben. Nach der Zerstörung durch Brand 1816 wurde das Werk neu errichtet und führte ab 1824 den Namen Maximilianshütte. Das zu verhüttende Eisenerz wurde bis 1881 aus dem nahen Bergwerk Kressenberg bei Neukirchen bezogen. 1928/32 wurde der Betrieb wegen der Weltwirtschaftskrise und der ungünstigen Verkehrslage eingestellt. Die Maxhütte in Bergen gehörte zu den größten Hüttenwerken Süddeutschlands. Seit 2002 befindet sich in den Räumen der Maxhütte ein Museum. Die Feldtingierung in Silber und Blau spielt auf die wittelsbachische Landesherrschaft und die Zugehörigkeit des Bergener Winkels zum Landgericht Traunstein, dann seit 1374 zum Gericht Marquartstein an. Dieses Wappen wird seit 1971 geführt. |

### Gemeindepartnerschaften
- Brie-Comte-Robert im Département Seine-et-Marne, Frankreich, seit 1988
- Bagnolo Mella in der Lombardei, Italien, seit 2005

Außerdem finden seit 1995 Bergentreffen mit acht deutschen Orten dieses Namens statt.

## Kultur und Sehenswürdigkeiten
- Bergener Moos
- Pfarrkirche St. Ägidius
- Ehemaliges Hüttenwerk und jetziges Museum Maximilianshütte
- Aussichts-, Wander- und Skiberg Hochfelln
- Theater Bergen (seit 1879)
- Festival „Grimmig & Grantig“ (jährliche Open-Air-Veranstaltung seit 2015, mit überregionalem Bekanntheitsgrad)[14][15]

## Wirtschaft und Infrastruktur

### Wirtschaft einschließlich Land- und Forstwirtschaft
2017 gab es in der Gemeinde 702 sozialversicherungspflichtige Arbeitsplätze. Von der Wohnbevölkerung standen 1694 Personen in einem versicherungspflichtigen Beschäftigungsverhältnis. Damit war die Zahl der Auspendler um 992 Personen größer als die der Einpendler. 72 Einwohner waren arbeitslos. 2016 gab es 37 landwirtschaftliche Betriebe.

### Verkehr
Der Bahnhof Bergen (Oberbay) ist ein Haltepunkt an der Bahnstrecke Rosenheim–Salzburg. Die A 8 von München nach Salzburg verläuft nördlich angrenzend am Ortsteil Bernhaupten; diese Anschlussstelle heißt „Bergen“ in beiden Richtungen (Nr. 110).
Weißachen und Bergen liegen am Bodensee-Königssee-Radweg, welcher in Lindau beginnt und zum Königssee bei Berchtesgaden führt.

### Bildung
Im Jahr 2018 gab es folgende Einrichtungen:
- zwei Kindertageseinrichtungen mit 145 Plätzen, davon waren 126 belegt
- eine Grundschule mit 5 Klassen und 89 Schülern

## Persönlichkeiten

### Söhne und Töchter der Gemeinde
- Wastl Fanderl (1915–1991), Musiker, Volksmusiksammler
- Maria Großglettner (1901–1995), Schriftstellerin und Dichterin
- Fritz Hofmann (1925–2008), Stadtheimatpfleger von Bad Reichenhall
- Hans W. Scheicher (1931–2016), Journalist, Auslandskorrespondent und Fernsehmoderator

### Personen, die vor Ort gewirkt haben
- Eduard Beaucamp (* 1937), Kunstkritiker und Publizist, Mitarbeiter von Rudolf Alexander Schröder in Bergen
- Herbert von Dirksen (1882–1955), Gutsherr, deutscher Botschafter und Autor, lebte die letzten Jahre in Bergen
- Max Fürst (1846–1917), Maler mit Wandmalereien in St. Ägidius Bergen
- Karl von Lotzbeck (1832–1907), Chef des bayerischen Sanitätskorps, beerdigt in Bergen
- Siegfried von Roedern (1870–1954), Politiker, 1917 Stellvertreter des Reichskanzlers, lebte in Bergen
- Rudolf Alexander Schröder (1878–1962), Schriftsteller, Architekt und Maler, lebte in Bergen
- Franz Michael von Wagner (1768–1851), Montanist, war Oberberggerichtsverweser in Bergen
- Josef Uhl (1877–1945), Graphiker und Kunstmaler, lebte in Bergen
- Max Schöfer (1895–1966), Maler und Grafiker, Kunstakademie München, war ein enger Freund von Heinrich Kirchner, starb in Bergen